# Mario Appelius
Mario Appelius (Arezzo, 29 luglio 1892 – Roma, 27 dicembre 1946) è stato un giornalista e conduttore radiofonico italiano.

## Biografia
Fin da bambino manifestò vivo interesse per i viaggi e l'avventura tanto che, dopo l'ennesima fuga di casa, per punizione fu costretto dal padre a imbarcarsi come mozzo su una nave italiana.
Disertò anche il modesto lavoro nella marina mercantile e cominciò a vagabondare fra Egitto, India, Indocina, Filippine e Cina.
Varie attività, affari, situazioni in giro per l'Asia e l'Africa ne favorirono la maturazione imprenditoriale, artistica e personale tanto che, a soli vent'anni, aveva già visitato tre continenti, sempre in bilico tra povertà e benessere.
Autodidatta, durante un soggiorno in Italia, ebbe occasione di collaborare con Il Popolo d'Italia che gli offrì una corrispondenza dall'Africa mentre era al seguito di un'esplorazione nella quale era stato ingaggiato come interprete. Da quell'episodio, durante gli anni trenta, cominciò la sua carriera di scrittore di successo, grazie alla vena artistica che lo contraddistingueva per le sue fantasiose e forbite descrizioni delle città, dei popoli e degli stati che andava visitando nei cinque continenti. Nel 1930 fondò Il Mattino d'Italia di Buenos Aires che diresse fino al 1933. In seguito fu corrispondente di guerra de Il Popolo d'Italia in Etiopia e in Spagna.
Grande e documentato viaggiatore, restò fino all'ultimo un convinto fascista. Nel 1938 fu tra i sostenitori pubblici del Manifesto della razza che precedette la promulgazione delle leggi razziali fasciste. Durante la Seconda guerra mondiale fu radiocommentatore; era la sua voce a ripetere alla radio italiana il motto: "Dio stramaledica gli Inglesi!" con riferimenti e frasi contro il famoso complotto "demo-pluto-masso-giudaico." Dopo l'invasione tedesca della Polonia, fece notare che i successi germanici erano dovuti all'applicazione delle tecniche già impiegate dagli italiani in Catalogna, nella Guerra civile spagnola, peraltro opinione corrente nei circoli militari.
Nel corso della guerra si allineò completamente alla propaganda dell'Asse, talvolta inventando di sana pianta battaglie vittoriose per il Terzo Reich. Nonostante la grande popolarità delle sue trasmissioni radiofoniche, il rifiuto di negare le difficoltà incontrate dalle forze armate italo-tedesche e i suoi toni sempre più pessimistici lo resero inviso al Ministero della cultura popolare e allo stesso Mussolini, fino al suo definitivo allontanamento dal microfono il 20 febbraio 1943. Dopo il 25 luglio 1943, con l'arresto del Duce e la caduta del fascismo a seguito dell'approvazione dell'ordine del giorno Grandi da parte del Gran Consiglio, temendo ritorsioni si rifugiò, insieme con Virginio Gayda, presso l'ambasciata del Giappone.
Dopo la fine della guerra venne processato per apologia del fascismo e condannato, ma grazie all'amnistia Togliatti evitò la carcerazione. Morì a Roma nel 1946, in miseria; il Corriere della Sera rifiutò di pubblicarne il necrologio.

## Opere
- La Sfinge nera, dal Marocco al Madagascar, 1924.
- India, 1925.
- Asia Gialla: Giava, Borneo, Indocina, Annam, Camboge, Laos, Tonkino, Macao, 1926.
- Cina, 1927.
- Il cimitero degli elefanti, 1928.
- Le isole del raggio verde. Cuba, Giamaica, Haiti, Piccole Antille, 1929.
- L'aquila di Chapultepec, 1929.
- Nel paese degli uomini nudi, 1929.
- Cile e Patagonia, 1930.
- Da mozzo a scrittore, 1932.
- Le terre che tremano. Guatemala, Salvador, Honduras, Nicaragua, Costarica, Panamà, 1933.
- La crisi di Budda. Due anni fra i cinesi, 1935.
- Il crollo dell'Impero dei Negus, 1936.
- Yu-ri-san: la pittrice di crisantemi, Milano, Mondadori, 1939.
- Una guerra di 30 giorni. La tragedia della Polonia, Sperling&Kupfer,  1940.
- La tragedia della Francia. Dalla superbia di ieri agli armistizi di oggi, Mondadori, 1940
- Al di là della grande muraglia. Mongolia, Geòl, Manciuria, Frontiera della Siberia, Corea, Kurili e Sakhalin, 1941.
- Cannoni e ciliegi in fiore (Il Giappone moderno), 1941.
- Parole dure e chiare, Milano, A. Mondadori, 1942. Ripubblicato da M&B Publishing, 1999. ISBN 88-86083-69-6
- La cosacca del barone von Ungern, collana Le librette di controra, Edizioni di Ar, Padova.